# Airuque Selcúnio
Airuque Selcúnio (em armênio/arménio: Այրուկ; romaniz.: Ayruk) foi um nobre armênio (nacarar) do século V da família Selcúnio, ativo durante o reinado do xainxá Isdigerdes II (r. 438–457).

## Nome
Assume-se que o nome Airuque (Այրուկ, Ayruk) tenha origem armênia, mas sua etimologia é discutida. Ferdinand Justi propôs que seja a abreviação de algum nome iniciado por Atro- (Athrō-) e que deva estar associado a ayrel (այրել), "queimar". Por outro lado, Hračʻya Ačaṙyan propôs que trata-se de um nome formado por pelo apelativo ayr (այր), "homem". Hrach Martirosyan complementou que foi comporto ayr e o sufixo iraniano -uk (originário de *-ika-/).

## Contexto

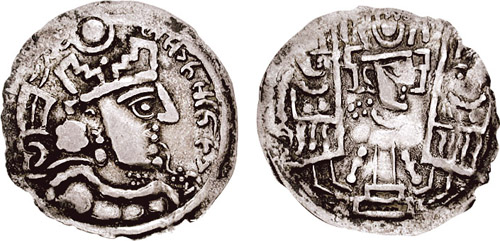
Dracma de r.

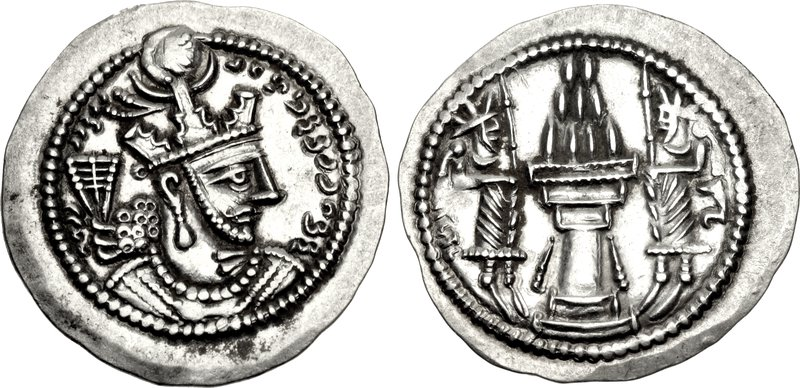
Dracma de r.

Em 428, os nacarares da Armênia peticionaram ao xainxá Vararanes V (r. 420–438) para que destronasse o rei Artaxias IV (r. 422–428) e abolisse a dinastia arsácida. Para governar o país, Vemir-Sapor foi nomeado como marzobã e e Vaanes II foi designado à tenência real. Vemir-Sapor morreu em 442, após uma administração considerada justa e liberal, na qual conseguiu manter a ordem sem ferir o sentimento nacional de frente. Vasaces I substituiu-o como marzobã. Vararanes permitiu a manutenção do cristianismo, enquanto procurava acabar com a influência do Império Bizantino sobre a Igreja da Armênia ao anexá-la à Igreja do Oriente. Contudo, seu filho e sucessor, Isdigerdes II (r. 438–457), era um pietista masdeísta e se comprometeu a impor o masdeísmo na Armênia, exigindo que a nobreza apostatasse e fundando templos de fogo sobre igrejas.

## Vida
A parentela de Airuque é desconhecida, exceto que pertencia à família Selcúnio. Segundo Eliseu, o Armênio, foi um dos nobres que lutaram na revolta de Vardanes II Mamicônio (450–451) contra Isdigerdes II e suas políticas religiosas. Ao ser mencionado, afirma-se que ficou junto aqueles que convenceram-se da causa de Vardanes e decidiram resistir, ao contrário dos demais que permaneceram ao lado do pró-iraniano Vasaces.